# May it be
May it be is een lied, geschreven door Roma Ryan en gezongen en gecomponeerd door de Ierse zangeres Enya.

## Geschiedenis
May it be werd speciaal gemaakt als soundtrack van de film The Lord of the Rings: The Fellowship of the Ring uit 2001. Het lied bezingt de hoop dat de Ringdrager, Frodo, zijn doel niet uit het oog zal verliezen op weg naar Mordor. May It Be bereikte de eerste plaats in Duitsland.

## Prijzen
- Oscarnominatie voor Best Original Song
- Golden Globe-nominatie voor Best Original Song
- Las Vegas Film Critic Society voor Best Original Song
- Phoenix Film Critics Award voor Best Original Song
- BFCA (Broadcast Film Critics Award) Best Song